# Paulus Matthysz
Paulus Matthysz (Paulus Matthijsz) (Harderwijk, 1613/1614 – Amsterdam, circa 5 december 1684) was in zijn tijd de belangrijkste muziekuitgever in de Nederlandse Republiek.
Matthysz, wonende op de Turfmarkt, trouwde op 17 april 1640 in de Nieuwe Kerk te Amsterdam met Elisabeth van Pull (1617/1618-1673), die toen al ouderloos was. Het echtpaar kreeg een hele reeks kinderen. Beide echtelieden werden begraven op de begraafplaats van de Zuiderkerk.
Kort na zijn huwelijk verhuisde Matthysz naar de Amsterdamse Stoofsteeg. Zijn bedrijf kreeg de naam In 't Musyk-boek, wat aangeeft dat het drukken van muziek zijn prioriteit had. Hij gaf echter ook niet-muzikale werken uit, zoals schoolboeken, toneelstukken en publicaties van de VOC. Bij hem verschenen onder meer werken van Jacob van Eyck, Joan Albert Ban, Jacob Haffner, Carel Hacquart en Quirinus van Blankenburg. Bijzonder was dat hij de gedrukte werken soms voorzag van een Nederlandse vertaling. Een aantal uitgaven:
- 1641: Balletten met 3 stemmen ende nu verrijckt met de vierde partijen endo op gheestelijke gesangen geset; van Gastoldi
- 1644: Der goden fluit-hemel
- 1644: Jacob van Eyck: Euterpe oft speel-goddinne (opgedragen aan Constantijn Huygens); vermeerderde herdruk in 1649 kreeg de titel Der fluyten lust-hof I
- 1646: Jacob van Eyck: Der fluyten lust-hof II
- 1646: ’t Uitnemend kabinet I
- 1648: 20 Koonincklijke fantasien
- 1649: ’t Uitnemend kabinet II
- 1653: Joan du Sart: Zang-wortel en gheestelyke spruit

De zaak werd nog enige tijd na zijn dood voortgezet (By d’Erfg. Van Paulus Matthysz), waar onder mee werd uitgebracht Nut tyd-verdryf van Mattheus Gargon (1696), een bundeling van 88 liederen.